# Marit Auée
Marit Auée (Zutphen, 11 januari 2002) is een Nederlands voetbalster die uitkwam voor PEC Zwolle en FC Twente in de Vrouwen Eredivisie. Sinds 2024 speelt Auée voor Brighton & Hove Albion WFC in de FA Women's Super League.

## Clubcarrière
In 2018 maakte ze de overstap van haar jeugdclub CSV Apeldoorn naar Eredivisionist PEC Zwolle. Op 15 februari 2019 maakte ze haar debuut in de hoofdmacht tegen AFC Ajax. Ze kwam in de 72e minuut in het veld voor Allison Murphy. De wedstrijd ging verloren met 0–4. In februari 2020 maakte ze bekend haar loopbaan te vervolgen in de Verenigde Staten. Zij volgt daar haar studie aan de Dallas Baptist Universiteit. In de zomer van 2021 kwam ze terug naar PEC Zwolle, en tekende ze een tweejarig contract tot media 2023. Na een seizoen vertrok ze naar Enschede, om te gaan voetballen voor FC Twente. Ze ondertekende een contract voor twee seizoenen.
In de zomer van 2024 maakte Auée de overstap naar het Engelse Brighton & Hove Albion WFC. Ze maakte deze overstap tegelijkertijd met FC Twente ploeggenote Marisa Olislagers.

### Carrièrestatistieken
| Seizoen                     | Club            | Land            | Competitie      | Competitie | Competitie | Beker | Beker | Internationaal | Internationaal | Overig | Overig | Totaal | Totaal |
| Seizoen                     | Club            | Land            | Competitie      | Wed.       | Dlp.       | Wed.  | Dlp.  | Wed.           | Dlp.           | Wed.   | Dlp.   | Wed.   | Dlp.   |
| --------------------------- | --------------- | --------------- | --------------- | ---------- | ---------- | ----- | ----- | -------------- | -------------- | ------ | ------ | ------ | ------ |
| 2018/19                     | PEC Zwolle      | Nederland       | Eredivisie      | 1          | 0          | 0     | 0     | –              | –              | –      | –      | 1      | 0      |
| 2019/20                     | PEC Zwolle      | Nederland       | Eredivisie      | 8          | 0          | 0     | 0     | –              | –              | 5      | 0      | 13     | 0      |
| 2021/22                     | PEC Zwolle      | Nederland       | Eredivisie      | 21         | 2          | 2     | 1     | –              | –              | 0      | 0      | 23     | 3      |
| 2022/23                     | FC Twente       | Nederland       | Eredivisie      | 17         | 5          | 4     | 1     | 0              | 0              | 3      | 0      | 24     | 6      |
| 2023/24                     | FC Twente       | Nederland       | Eredivisie      | 18         | 2          | 1     | 0     | 4              | 1              | 3      | 1      | 26     | 4      |
| Carrière totaal             | Carrière totaal | Carrière totaal | Carrière totaal | 65         | 9          | 7     | 1     | 4              | 1              | 7      | 1      | 83     | 12     |
| Bijgewerkt tot 11 juli 2024 |                 |                 |                 |            |            |       |       |                |                |        |        |        |        |

## Interlandcarrière

### Nederland onder 23
Op 19 september 2021 debuteerde Auée bij Nederland –23 in een vriendschappelijke wedstrijd tegen Zweden –23
| Interlands van Marit Auée    | Interlands van Marit Auée    | Interlands van Marit Auée    | Interlands van Marit Auée    | Interlands van Marit Auée    | Interlands van Marit Auée    |
| №                            | Datum                        | Wedstrijd                    | Uitslag                      | Soort Wedstrijd              | Doelpunten                   |
| Als speelster bij PEC Zwolle | Als speelster bij PEC Zwolle | Als speelster bij PEC Zwolle | Als speelster bij PEC Zwolle | Als speelster bij PEC Zwolle | Als speelster bij PEC Zwolle |
| ---------------------------- | ---------------------------- | ---------------------------- | ---------------------------- | ---------------------------- | ---------------------------- |
| 1.                           | 19 september 2021            | Nederland – Zweden           | 3 – 0                        | Vriendschappelijk            | 0                            |
| 2.                           | 21 oktober 2021              | Noorwegen – Nederland        | 1 – 1                        | Vriendschappelijk            | 0                            |
| 3.                           | 25 november 2021             | Nederland – Portugal         | 4 – 0                        | Vriendschappelijk            | 0                            |
| 4.                           | 29 november 2021             | België – Nederland           | 1 – 5                        | Vriendschappelijk            | 0                            |
| 5.                           | 11 april 2022                | Nederland – Engeland         | 0 – 3                        | Vriendschappelijk            | 0                            |

### Nederland onder 20
Op 22 juni 2022 debuteerde Auée bij Nederland –20 in een vriendschappelijke wedstrijd tegen Mexico –20
| Interlands van Marit Auée   | Interlands van Marit Auée   | Interlands van Marit Auée    | Interlands van Marit Auée   | Interlands van Marit Auée   | Interlands van Marit Auée   |
| №                           | Datum                       | Wedstrijd                    | Uitslag                     | Soort Wedstrijd             | Doelpunten                  |
| Als speelster bij FC Twente | Als speelster bij FC Twente | Als speelster bij FC Twente  | Als speelster bij FC Twente | Als speelster bij FC Twente | Als speelster bij FC Twente |
| --------------------------- | --------------------------- | ---------------------------- | --------------------------- | --------------------------- | --------------------------- |
| 1.                          | 22 juni 2022                | Mexico – Nederland           | 1 – 0                       | Vriendschappelijk           | 0                           |
| 2.                          | 28 juni 2022                | Verenigde Staten – Nederland | 2 – 2                       | Vriendschappelijk           | 0                           |
| 3.                          | 29 juni 2022                | Duitsland – Nederland        | 1 – 0                       | Vriendschappelijk           | 0                           |
| 4.                          | 11 augustus 2022            | Japan – Nederland            | 1 – 0                       | WK 2022                     | 0                           |
| 5.                          | 15 augustus 2022            | Verenigde Staten – Nederland | 0 – 3                       | WK 2022                     | 1                           |
| 6.                          | 18 augustus 2022            | Nederland – Ghana            | 4 – 1                       | WK 2022                     | 1                           |

### Nederland onder 19
Op 1 september 2019 debuteerde Auée bij Nederland –19 in een vriendschappelijke wedstrijd tegen Duitsland –19
| Interlands van Marit Auée    | Interlands van Marit Auée    | Interlands van Marit Auée    | Interlands van Marit Auée    | Interlands van Marit Auée    | Interlands van Marit Auée    |
| №                            | Datum                        | Wedstrijd                    | Uitslag                      | Soort Wedstrijd              | Doelpunten                   |
| Als speelster bij PEC Zwolle | Als speelster bij PEC Zwolle | Als speelster bij PEC Zwolle | Als speelster bij PEC Zwolle | Als speelster bij PEC Zwolle | Als speelster bij PEC Zwolle |
| ---------------------------- | ---------------------------- | ---------------------------- | ---------------------------- | ---------------------------- | ---------------------------- |
| 1.                           | 1 september 2019             | Nederland – Duitsland        | 1 – 0                        | Vriendschappelijk            | 0                            |
| 2.                           | 5 oktober 2019               | Nederland – Oekraïne         | 4 – 1                        | Kwalificatie EK 2020         | 0                            |
| 3.                           | 8 oktober 2019               | Ierland – Nederland          | 0 – 6                        | Kwalificatie EK 2020         | 0                            |
| 4.                           | 6 november 2019              | Nederland – Engeland         | 7 – 0                        | Vriendschappelijk            | 0                            |
| 5.                           | 10 november 2019             | Noorwegen – Nederland        | 1 – 2                        | Vriendschappelijk            | 0                            |
| 6.                           | 6 maart 2020                 | Verenigde Staten – Nederland | 2 – 1                        | Vriendschappelijk            | 0                            |
| 7.                           | 8 maart 2020                 | Polen – Nederland            | 2 – 5                        | Vriendschappelijk            | 0                            |

### Nederland onder 18
Op 25 januari 2020 debuteerde Auée bij Nederland –18 in een vriendschappelijke wedstrijd tegen Noorwegen –18
| Interlands van Marit Auée    | Interlands van Marit Auée    | Interlands van Marit Auée    | Interlands van Marit Auée    | Interlands van Marit Auée    | Interlands van Marit Auée    |
| №                            | Datum                        | Wedstrijd                    | Uitslag                      | Soort Wedstrijd              | Doelpunten                   |
| Als speelster bij PEC Zwolle | Als speelster bij PEC Zwolle | Als speelster bij PEC Zwolle | Als speelster bij PEC Zwolle | Als speelster bij PEC Zwolle | Als speelster bij PEC Zwolle |
| ---------------------------- | ---------------------------- | ---------------------------- | ---------------------------- | ---------------------------- | ---------------------------- |
| 1.                           | 25 januari 2020              | Nederland - Noorwegen        | 5 – 1                        | Vriendschappelijk            | 1                            |
| 2.                           | 28 januari 2020              | Nederland - China            | 2 – 0                        | Vriendschappelijk            | 0                            |
| 3.                           | 1 februari 2020              | Verenigde Staten - Nederland | 1 – 2                        | Vriendschappelijk            | 0                            |

### Nederland onder 17
Op 17 oktober 2018 debuteerde Auée bij Nederland –17 in een kwalificatie-wedstrijd tegen Georgië -17
| Interlands van Marit Auée            | Interlands van Marit Auée    | Interlands van Marit Auée    | Interlands van Marit Auée    | Interlands van Marit Auée    | Interlands van Marit Auée    |
| №                                    | Datum                        | Wedstrijd                    | Uitslag                      | Soort Wedstrijd              | Doelpunten                   |
| Als speelster bij PEC Zwolle         | Als speelster bij PEC Zwolle | Als speelster bij PEC Zwolle | Als speelster bij PEC Zwolle | Als speelster bij PEC Zwolle | Als speelster bij PEC Zwolle |
| ------------------------------------ | ---------------------------- | ---------------------------- | ---------------------------- | ---------------------------- | ---------------------------- |
| 1.                                   | 17 oktober 2018              | Nederland – Georgië          | 16 – 0                       | Kwalificatie EK 2019         | 0                            |
| 2.                                   | 20 oktober 2018              | Nederland – Letland          | 9 – 0                        | Kwalificatie EK 2019         | 0                            |
| 3.                                   | 23 oktober 2018              | Zweden – Nederland           | 1 – 1                        | Kwalificatie EK 2019         | 0                            |
| 4.                                   | 12 december 2018             | Duitsland – Nederland        | 0 – 2                        | Vriendschappelijk            | 0                            |
| 5.                                   | 6 februari 2019              | België – Nederland           | 1 – 3                        | Vriendschappelijk            | 0                            |
| 6.                                   | 10 maart 2019                | Rusland – Nederland          | 0 – 3                        | Kwalificatie EK 2019         | 0                            |
| 7.                                   | 13 maart 2019                | Nederland – Zwitserland      | 6 – 0                        | Kwalificatie EK 2019         | 0                            |
| 8.                                   | 16 maart 2019                | Nederland – Servië           | 0 – 0                        | Kwalificatie EK 2019         | 0                            |
| 9.                                   | 5 mei 2019                   | Oostenrijk – Nederland       | 1 – 4                        | EK 2019                      | 0                            |
| 10.                                  | 8 mei 2019                   | Duitsland – Nederland        | 2 – 3                        | EK 2019                      | 0                            |
| 11.                                  | 11 mei 2019                  | Engeland – Nederland         | 2 – 0                        | EK 2019                      | 0                            |
| 12.                                  | 14 mei 2019                  | Spanje – Nederland           | 1 – 3                        | EK 2019                      | 0                            |
| 13.                                  | 17 mei 2019                  | Nederland – Duitsland        | 1 – 1*                       | EK 2019                      | 0                            |
| *na strafschoppen verloren EK-finale |                              |                              |                              |                              |                              |

### Nederland onder 16
Op 17 februari 2018 debuteerde Auée bij Nederland –16 in een vriendschappelijke wedstrijd tegen Duitsland –16.
| Interlands van Marit Auée       | Interlands van Marit Auée       | Interlands van Marit Auée       | Interlands van Marit Auée       | Interlands van Marit Auée       | Interlands van Marit Auée       |
| №                               | Datum                           | Wedstrijd                       | Uitslag                         | Soort Wedstrijd                 | Doelpunten                      |
| Als speelster bij CSV Apeldoorn | Als speelster bij CSV Apeldoorn | Als speelster bij CSV Apeldoorn | Als speelster bij CSV Apeldoorn | Als speelster bij CSV Apeldoorn | Als speelster bij CSV Apeldoorn |
| ------------------------------- | ------------------------------- | ------------------------------- | ------------------------------- | ------------------------------- | ------------------------------- |
| 1.                              | 17 februari 2018                | Duitsland – Nederland           | 0 – 1                           | Vriendschappelijk               | 0                               |
| 2.                              | 19 februari 2018                | Nederland – Portugal            | 0 – 0                           | Vriendschappelijk               | 0                               |
| Als speelster bij PEC Zwolle    |                                 |                                 |                                 |                                 |                                 |
| 3.                              | 2 juli 2018                     | Noorwegen – Nederland           | 0 – 1                           | Vriendschappelijk               | 0                               |
| 4.                              | 4 juli 2018                     | Nederland – Denemarken          | 0 – 1                           | Vriendschappelijk               | 0                               |
| 5.                              | 6 juli 2018                     | Nederland – Finland             | 1 – 0                           | Vriendschappelijk               | 0                               |
| 6.                              | 8 juli 2018                     | Nederland – IJsland             | 0 – 0                           | Vriendschappelijk               | 0                               |